# Christoph Reichenbach
Christoph Reichenbach (* 17. November 1950 in Steinpleis, Sachsen) ist  ein deutscher Bildhauer. Er lebt in Halle (Saale).

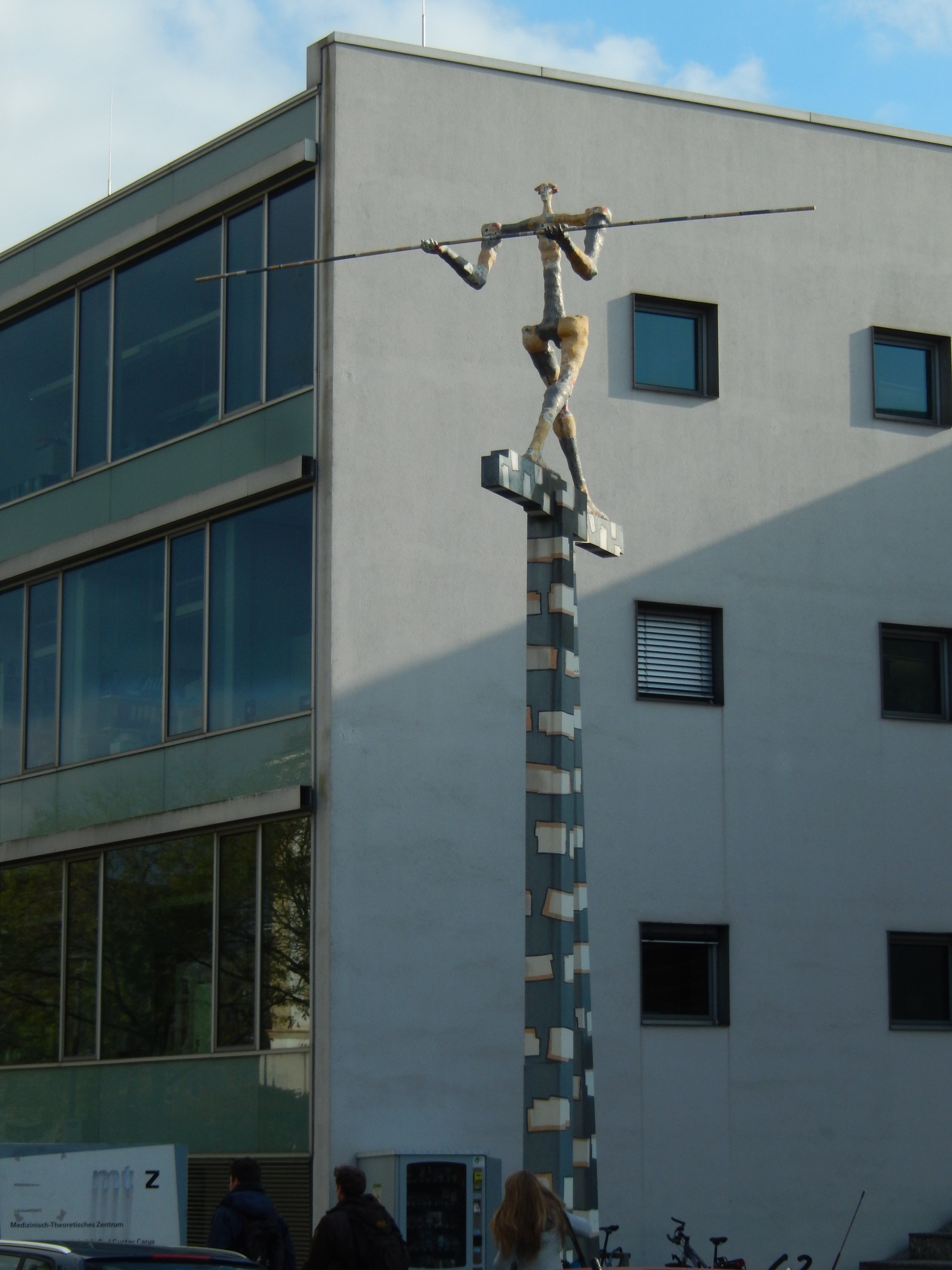
Balanceakt, Dresden Fiedlerstraße

## Leben
Nach seinem Schulabschluss absolvierte
Reichenbach von 1967 bis 1969 eine Lehrausbildung zum Möbeltischler. In den Jahren 1969 bis 1972 studierte er an der Schneeberger Fachschule für angewandte Kunst in der Fachrichtung Holzgestaltung.
Anschließend setzte er bis 1977 sein Studium an der Burg Giebichenstein Kunsthochschule Halle bei Professor Gerhard Lichtenfeld im Fach Bildhauerei fort. Eine Aspirantur folgte von 1977 bis 1979 ebenda bei Professor Bernd Göbel. In den Jahren 1979 bis 1982 arbeitete er als Assistent bei Göbel und leitete die Kunstgießerei.
Seit dem Jahr 1982 sind er und seine Frau Renée Reichenbach freiberuflich in Halle (Saale) tätig. Ab 1984 nahm er an nationalen Symposien der Leunawerke teil. Es folgten ab 1988 Teilnahmen an internationalen Steinbildhauersymposien in Naumburg; dabei entstand seine erste große Steinskulptur. Seit dem Jahr 1988 arbeitet er mit Terrakotten. Ab 1990 folgten Arbeiten mit großen Bleifiguren und Reliefs.
Er ist auch restauratorisch tätig, so 2012/2013 an der Wiederherstellung der großen Brückenfiguren in Halle, Kuh und Pferd von Gerhard Marcks.
Reichenbach war bis 1990 Mitglied des Verbands Bildender Künstler der DDR. 1980 wurde er mit dem Gustav-Weidanz-Preis für Plastik der Burg Giebichenstein Kunsthochschule Halle ausgezeichnet. Er war u. a. 1982/1983 in Dresden an der IX. Kunstausstellung der DDR und auf weiteren auf Ausstellungen in Halle, Jena, Gotha, Würzburg, Bitterfeld, Magdeburg und Darmstadt vertreten. 2012  nahm er mit dem Jenaer Kunstverein am Kunsthistorischen Seminar der Friedrich-Schiller-Universität Jena an einer Skulpturenausstellung im Garten des Frommannschen Anwesens teil.

## Werke (Auswahl)
- 1978: Kain und Abel (1978, Bronze-Relief)[4]
- 1981: Alfred Amthor (1981, Porträt-Büste, Bronze; auf der IX. Kunstausstellung der DDR)[5]

- 1992: Halle (Saale), Klinikum Kröllwitz: „Sitzender Harlekin“
- 1999: Halle (Saale), Rennbahnkreuz: Großplastik „Seiltanzender Harlekin“
- 2000: Weißenfels, Stadtpark: „Harlekin“, Steinplastik[6]
- 2009: Dresden, Fiedlerstraße: Großplastik „Balanceakt“'. Die Figur besteht aus bleiverkleideten Polyesterharz auf beschichteten Stahlstützen und wurde im November 2009 an der Fiedlerstraße aufgestellt. Über den Köpfen der Wissenschaftler, Studierenden und Passanten symbolisiert die Plastik die in Dresden besonders engen Verbindungen zwischen der Grundlagenforschung und der Krankenversorgung: Fakultät und Universitätsklinikum Carl Gustav Carus haben sich über die Grenzen Deutschlands hinaus einen hervorragenden Ruf beim Überführen theoretischer Erkenntnisse in den praktischen klinischen Alltag erarbeitet – deshalb schreitet die Figur mit dem Balancierstab vom Medizinisch-Theoretischen Zentrum zu den Kliniken und Polikliniken des Uniklinikums.[7]
- 2010: Hasselbachbrunnen (Magdeburg) durch Peter Michael und Christoph Reichenbach rekonstruiert.